# Underwater World (Singapore)
Underwater World (Chinees: 圣淘沙海底世界) was een openbaar aquarium op het eiland Sentosa in Singapore. Het sloot zijn deuren definitief op 26 juni 2016.
Het aquarium opende in 1991 en hield meer dan 2500 zeedieren en vissen uit vele regio's van de wereld. Het werd beheerd door HawPar Corp. Het toegangsbewijs voor het aquarium was ook geldig voor Dolphin Lagoon op Palawan Beach. Dit bijhorende gedeelte focuste zich op een groep Chinese witte dolfijnen die in het park te vinden waren. Sinds de sluiting van het park zijn de dolfijnen verhuisd naar Chimelong Ocean Kingdom in China.
Een belangrijke attractie in de Underwater World was een 83 meter lange roltrap langs een glazen tunnel waarin het leven onder de zee te zien was. Hier konden bezoekers onder andere koraal, schildpadden, roggen, murenen, haaien en vele soorten vissen bewonderen. Doorheen de jaren werd het aquarium bekend voor het huisvesten van zeldzame dieren, waaronder een doejong.
Underwater World in Singapore was open voor ongeveer 25 jaar. De belangrijkste zoogdieren, waaronder de dolfijnen, otters en pelsrobben verhuisden allen naar China. Tegenwoordig kent Singapore een nieuw aquarium dat tevens vele malen groter is: het S.E.A. aquarium.